# Rolepa innotabilis
Rolepa innotabilis is een vlinder uit de familie van de Phyditiidae. De wetenschappelijke naam van de soort is voor het eerst geldig gepubliceerd in 1865 door Francis Walker.